# أبجيج
قرية أبجيج هي إحدى القرى التابعة لمركز الفيوم في محافظة الفيوم في جمهورية مصر العربية. حسب إحصاءات سنة 2006، بلغ إجمالي السكان في أبجيج 10057 نسمة، منهم 5295 رجلا و4762 امرأة.

## التاريخ
كان بها مسلة عبارة عن قائم من الجرانيت بارتفاع 13 مترا وقمته مستديرة وبه ثقب لتثبيت تاج أو تمثال الملك. أقامه الملك سنوسرت الأول من ملوك الأسرة الـ12 تخليدا لذكرى بدء تحويل أرض الفيوم إلى أرض زراعية، وقد نقل من مكانه الأصلي بقرية أبجيج بالفيوم إلى مدخل مدينة الفيوم عام 1972.